# Monobia apicalipennis
Monobia apicalipennis är en stekelart som beskrevs av Henri Saussure 1852. Monobia apicalipennis ingår i släktet Monobia och familjen Eumenidae. Inga underarter finns listade i Catalogue of Life.